# Mauer bei Melk
Mauer ist ein Ort der Marktgemeinde Dunkelsteinerwald im Bezirk Melk im Mostviertel (Niederösterreich).

## Geografie
Mauer liegt einige Kilometer östlich von Melk am Mauerbach, der in die Pielach mündet. Am 1. Jänner 2024 hatte Mauer 556 Einwohner.

## Geschichte
Die Bezeichnungen muri, ad mura, apud mura oder die deutschen Bezeichnungen Mour oder Mower sind bereits seit dem 11. und 12. Jahrhundert bekannt. Im Jahr 1083 wurde erstmals das Dorf und 1096 die Kirche als Gründung erwähnt. Der Name erinnert an Mauerreste, vermutlich römische, die den mittelalterlichen Siedlern aufgefallen waren.
Laut der Legende des heiligen Gothalm, wollte dieser als Diener des heiligen Koloman dessen Grab besuchen und verstarb hier vor Trauer und Erschöpfung (1017/1018). Als an seinem Grab Wunder geschahen, überführte man seine Gebeine zu denen seines Herrn im Stift Melk.
Damals hatte die alte Römerstraße oberhalb des Ortes, auf die heute noch der dafür typische Flurname "Hochstraße" hinweist, offenbar noch größere Bedeutung. Die Geschichte der Kirche und der Pfarre Mauer reicht bis in die frühe Besiedlungsgeschichte des Dunkelsteinerwaldes zurück. Die mächtigen Grafen von Formbach gründeten sie 1096 und übertrugen sie um 1110 an das Stift Göttweig.

## Wirtschaft und Infrastruktur
Der Ort ist ein Teil der Gemeinde Dunkelsteinerwald, die ein Kommunalgebäude mit Freiwillige Feuerwehr, Gemeindeamt und Standesamt im Zentrum unterhält. Einige Bauernhöfe verleihen dem Ort eine gewisse Prägung. Da es nur eine Bäckerei und kleine Gewerbebetriebe gibt, orientiert sich der Ort stark an der Nachbargemeinde Loosdorf. Der Ortskern ist in den letzten Jahrzehnten durch zahlreiche Einfamilienhäuser wesentlich erweitert worden. Die Bedeutung des Ortes hängt wesentlich mit dem künstlerischen Wert des Schnitzaltares der Kirche zusammen.

## Kultur und Sehenswürdigkeiten
Wichtigste Sehenswürdigkeit Mauers ist die Wallfahrtskirche Mauer mit einem Schnitzaltar aus dem frühen 16. Jahrhundert. Hinzu kommen eine gotische Lichtsäule, die auf das Jahr 1520 datiert wird, und ein Marienbild an einem Haus in Mauer das von einem abgerissenen Gebäude übertragen wurde. Bedeutend ist weiters eine Römerbrücke bei Lanzing, die etwa im 3. oder 4. Jahrhundert errichtet wurde.

## Öffentliche Einrichtungen
In Mauer gibt es einen Kindergarten.

## Persönlichkeiten
- Hans Sassmann (1892–1968), Landwirt, Politiker und Landtagspräsident des Landtags von Niederösterreich

## Umgebung von Mauer
Mauer liegt unweit der Stadt Melk, des Stifts Melk sowie des Renaissanceschlosses Schallaburg. Einer der schönsten Abschnitte der Donau, die Wachau, liegt nördlich des Ortes.

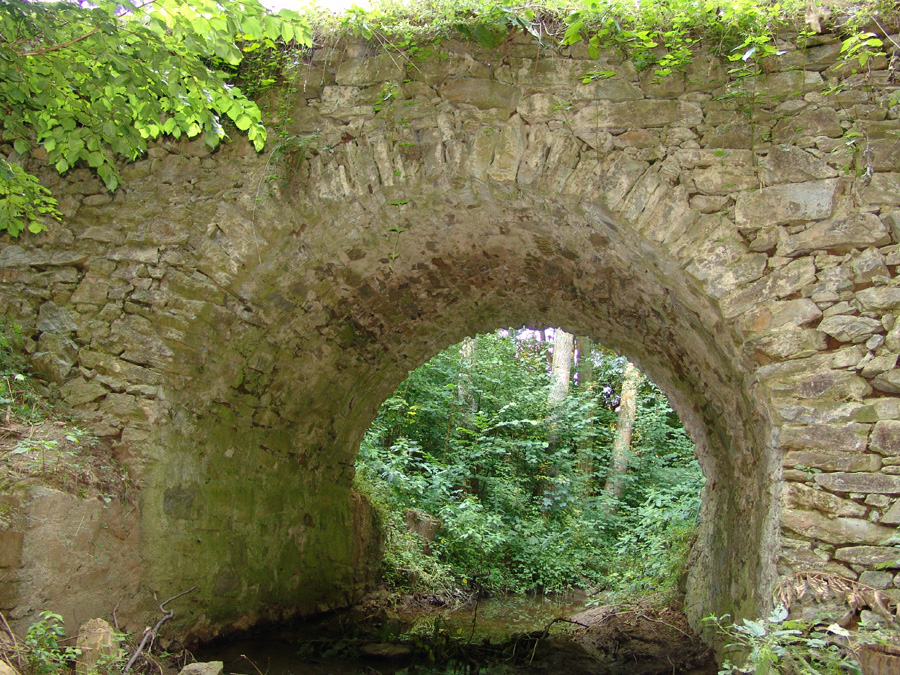
Römerbrücke bei Lanzing
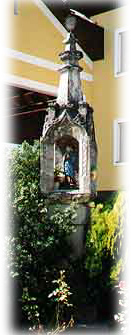
Gotische Lichtsäule, 1520
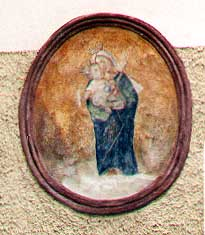
Marienbild – Wohnhaus Dorfplatz
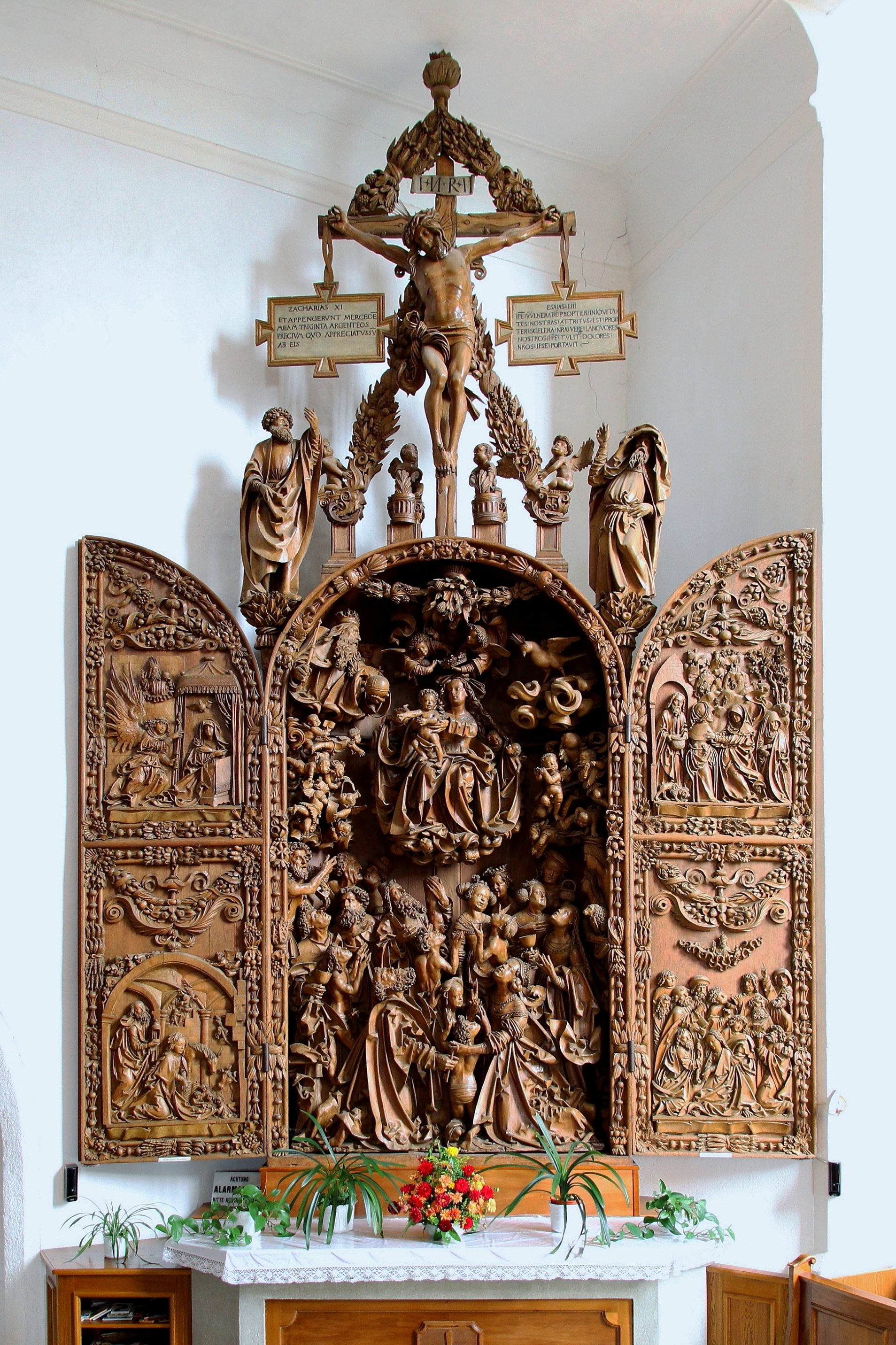
Holzflügelaltar in der Pfarrkirche